# Jean-Guy Talbot
Jean-Guy Talbot, född 11 juli 1932 i Cap-de-la-Madeleine utanför Trois-Rivières i Québec, död 22 februari 2024 i Trois-Rivières, var en kanadensisk professionell ishockeyback och senare ishockeytränare.

## Spelare
Jean-Guy Talbot spelade 17 säsonger i den nordamerikanska ishockeyligan National Hockey League (NHL), där han spelade för Montreal Canadiens, Minnesota North Stars, Detroit Red Wings, St. Louis Blues och Buffalo Sabres. Han producerade 285 poäng (43 mål och 242 assists) samt drog på sig 1 014 utvisningsminuter på 1 056 grundspelsmatcher.
Talbot vann Stanley Cup med Canadiens säsongerna 1955–1956, 1956–1957, 1957–1958, 1958–1959, 1959–1960, 1964–1965 och 1965–1966.

### Statistik
| 1949–1950  | Reds de Trois-Rivières         | LHJQ       | 36   | 3  | 4   | 7   | 79   | 9   | 0 | 3  | 3  | 12  |
| 1950–1951  | Reds de Trois-Rivières         | LHJQ       | 44   | 7  | 22  | 29  | 136  | 8   | 0 | 1  | 1  | 18  |
|            | Cataractes de Shawinigan-Falls | LHSQ       | 1    | 0  | 0   | 0   | 0    | —   | — | —  | —  | —   |
| 1951–1952  | Reds de Trois-Rivières         | LHJQ       | 43   | 12 | 36  | 48  | 132  | 4   | 1 | 0  | 1  | 12  |
| 1952–1953  | As de Québec                   | LHSQ       | 24   | 2  | 4   | 6   | 33   | —   | — | —  | —  | —   |
| 1953–1954  | As de Québec                   | LHQ        | 67   | 9  | 11  | 20  | 58   | 16  | 0 | 2  | 2  | 12  |
| 1954–1955  | Montreal Canadiens             | NHL        | 3    | 0  | 1   | 1   | 0    | —   | — | —  | —  | —   |
|            | Cataractes de Shawinigan Falls | LHQ        | 59   | 6  | 28  | 34  | 82   | 13  | 2 | 5  | 7  | 14  |
| 1955–1956  | Montreal Canadiens             | NHL        | 66   | 1  | 13  | 14  | 80   | 9   | 0 | 2  | 2  | 4   |
| 1956–1957  | Montreal Canadiens             | NHL        | 59   | 0  | 13  | 13  | 70   | 10  | 0 | 2  | 2  | 10  |
| 1957–1958  | Montreal Canadiens             | NHL        | 55   | 4  | 15  | 19  | 65   | 10  | 0 | 3  | 3  | 12  |
| 1958–1959  | Montreal Canadiens             | NHL        | 69   | 4  | 17  | 21  | 77   | 11  | 0 | 1  | 1  | 10  |
| 1959–1960  | Montreal Canadiens             | NHL        | 69   | 1  | 14  | 15  | 60   | 8   | 1 | 1  | 2  | 8   |
| 1960–1961  | Montreal Canadiens             | NHL        | 70   | 5  | 26  | 31  | 143  | 6   | 1 | 1  | 2  | 10  |
| 1961–1962  | Montreal Canadiens             | NHL        | 70   | 5  | 42  | 47  | 90   | 6   | 1 | 1  | 2  | 10  |
| 1962–1963  | Montreal Canadiens             | NHL        | 70   | 3  | 22  | 25  | 51   | 5   | 0 | 0  | 0  | 8   |
| 1963–1964  | Montreal Canadiens             | NHL        | 66   | 1  | 13  | 14  | 83   | 7   | 0 | 2  | 2  | 10  |
| 1964–1965  | Montreal Canadiens             | NHL        | 67   | 8  | 14  | 22  | 64   | 13  | 0 | 1  | 1  | 22  |
| 1965–1966  | Montreal Canadiens             | NHL        | 59   | 1  | 14  | 15  | 50   | 10  | 0 | 2  | 2  | 8   |
| 1966–1967  | Montreal Canadiens             | NHL        | 68   | 3  | 5   | 8   | 51   | 10  | 0 | 0  | 0  | 0   |
| 1967–1968  | Minnesota North Stars          | NHL        | 4    | 0  | 0   | 0   | 4    | —   | — | —  | —  | —   |
|            | Detroit Red Wings              | NHL        | 32   | 0  | 3   | 3   | 10   | —   | — | —  | —  | —   |
|            | St. Louis Blues                | NHL        | 23   | 0  | 4   | 4   | 2    | 17  | 0 | 2  | 2  | 8   |
| 1968–1969  | St. Louis Blues                | NHL        | 69   | 5  | 4   | 9   | 24   | 12  | 0 | 2  | 2  | 6   |
| 1969–1970  | St. Louis Blues                | NHL        | 75   | 2  | 15  | 17  | 40   | 16  | 1 | 6  | 7  | 16  |
| 1970–1971  | St. Louis Blues                | NHL        | 5    | 0  | 0   | 0   | 6    | —   | — | —  | —  | —   |
|            | Buffalo Sabres                 | NHL        | 57   | 0  | 7   | 7   | 36   | —   | — | —  | —  | —   |
| NHL totalt | NHL totalt                     | NHL totalt | 1056 | 43 | 242 | 285 | 1006 | 150 | 4 | 26 | 30 | 142 |

## Tränare
Talbot inledde sin tränarkarriär 1971 när han utsågs till tränare för Denver Spurs (WHL) för att ersätta Bill McCreary. Han var tränare där till efterföljande säsong när han själv blev ersatt av Milan Marcetta. Talbot fick chansen att träna i NHL när han utsågs till ny tränare för St. Louis Blues för att ersätta Al Arbour säsongen 1972–1973. Han fick dock lämna Blues efterföljande säsong och blev ersatt av Lou Angotti. Han återvände till Denver Spurs som nu spelade i CHL. Säsongen efter började Spurs spela i WHA och Talbot fortsatte som tränare. År 1976 flyttades dock Spurs till Ottawa i Ontario i Kanada för att bli Ottawa Civics. Laget lades ner efter säsongen. År 1977 fick Talbot åter chansen att träna i NHL när han utnämndes till tränare för New York Rangers men det varade bara en säsong.

### Statistik
Källa: 

#### NHL
| Lag              | Säsong    | Grundserie | Grundserie | Grundserie | Grundserie | Grundserie | Grundserie    | Slutspel                   |  |
| Lag              | Säsong    | Matcher    | Vinster    | Oavgjorda  | Förluster  | Poäng      | Placering     | Resultat                   |  |
| ---------------- | --------- | ---------- | ---------- | ---------- | ---------- | ---------- | ------------- | -------------------------- |  |
| St. Louis Blues  | 1972–1973 | 65         | 30         | 28         | 7          | 67         | 4:a i West    | Förlorad i första rundan.  |  |
| St. Louis Blues  | 1973–1974 | 55         | 22         | 25         | 8          | 52         | 6:a i West    | (sparkad)                  |  |
| New York Rangers | 1977–1978 | 80         | 30         | 37         | 13         | 73         | 4:a i Patrick | Förlorade i första rundan. |  |
| Totalt           | Totalt    | 200        | 82         | 28         | 90         | 192        |               |                            |  |

#### WHA
| Denver Spurs/Ottawa Civics | 1975–1976 | 41 | 14 | 1 | 26 | 29 | 6:a i West | Missade slutspel. |  |  |
| Totalt                     | Totalt    | 41 | 14 | 1 | 26 | 29 |            |                   |  |  |